# فرحان ملازم آدم (فلم)
فرحان ملازم آدم فيلم مصري من إنتاج عام 2005، بطولة فتحي عبد الوهاب ولبلبة وياسمين عبد العزيز وحسن حسني وحجاج عبد العظيم، الفيلم من إخراج عمر عبد العزيز ومن تاليف السيناريست محسن زايد الذي رحل قبل تصوير الفيلم.

## قصة الفيلم
يصل من الصعيد، فرحان ملازم آدم، الذي يعمل محصل في أتوبيس، أنه إنسان سليم النية، أبيض العقلية، لا يحب العنف، وإن اضطر إلى مواجهته كثيرًا، يسكن في حجرة داخل بيت متواضع تملكه بائعة الكشري في الحي، عاشت سنوات تفتقد زوجها المسجون، تعجب بفحولة فرحان، بينما تسعى ابنتها فُتْنة للزواج منه، فالشاب ليس له ماضي، يسيطر المخبر على أهل الحارة لأنهم يمارسون أعمالهم بأسلوب غير قانوني، وبدون تراخيص.

## الممثلون
- فتحي عبد الوهاب
- لبلبة
- ياسمين عبد العزيز
- حسن حسني
- حجاج عبد العظيم
- سامي العدل
- أحمد عقل
- سلمى غريب
- ناصر شاهين

## روابط خارجية
- مقالات تستعمل روابط فنية بلا صلة مع ويكي بيانات